# Bakchis (König von Korinth)
Bakchis (altgriechisch Βάκχις Bákchis, deutsch ‚Verehrer des Bacchus‘, lateinisch Bacchis), der Sohn des Prymnis, war in der griechischen Mythologie ein König von Korinth.
Nach Eusebius von Caesarea regierte er für 35 Jahre. Er war der Vater des Agelas II., der ihm auf den Thron folgte.
Bakchis ist der Stammvater des korinthischen Geschlechts der Bakchiaden.